# 회토리예트역
회토리예트(스웨덴어: Hötorget) 역은 회토리예트 광장 아래에 있는 스톡홀름 지하철 그뢰나 선의 역이다. 1952년 10월 26일 벨링뷔까지 가는 도시 철도 노선이 개업하였을 때 종착역으로 개업하였고, 개업 당시 역명은 쿵스가탄(Kungsgatan) 역이었으나, 실제 쿵스가탄과는 떨어져 있었기 때문에 1957년 11월 24일 슬루센까지 도시 철도 노선이 개통되었을 때 현재 역명으로 개칭되었다.
옥스토리스가탄 가와 아펠베리스가탄 가 사이의 스베아베옌 가에 역이 있다. 북쪽으로는 툰넬가탄, 가운데로는 쿵스가탄, 남쪽으로는 스베아베옌 쪽으로 출입구가 개설되어 있으며, 쿵스가탄 쪽 출입구는 지하 상가와 연결되어 있다.
1950년대의 구조를 거의 그대로 보존하고 있다. 1998년 군 고르딜로(Gun Gordillo)가 예술 작품을 설치하였다. 총 103개의 다른 모양을 가지는 백색 네온등이다. 반사된 네온 불빛은 유리 파티션에 비친다.

## 참조
1. ↑  “Konsten på stationen”. Storstockholms Lokaltrafik. 2010년 4월 9일. 2010년 8월 20일에 원본 문서에서 보존된 문서. 2010년 7월 5일에 확인함.

## 인접한 역
| 그뢰나 선                         | 그뢰나 선       | 그뢰나 선                                                 |
| --------------------------------- | --------------- | --------------------------------------------------------- |
| 로드만스가탄 헤셀뷔 스트란드 방면 | T17 · T18 · T19 | T-센트랄렌 스카르프넥 · 파르스타 스트란드 · 학세트라 방면 |